# Marc Okrand

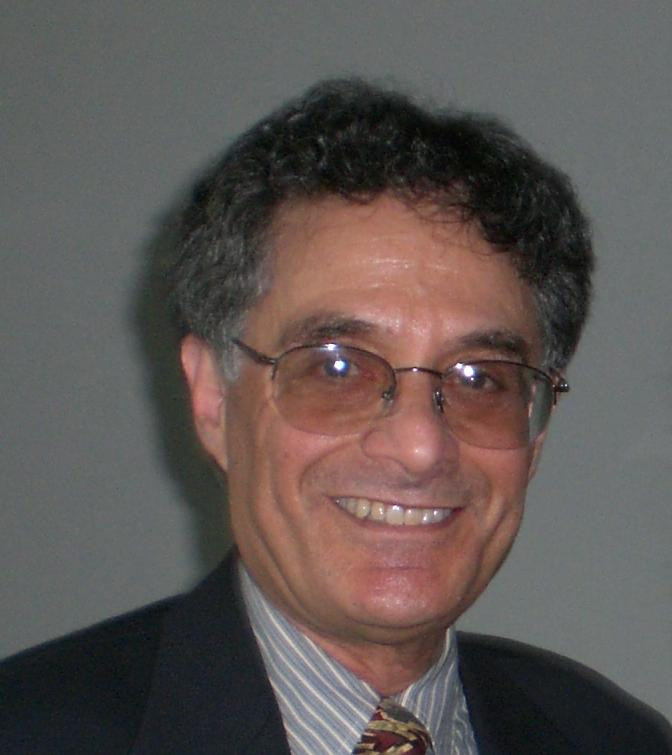
Marc Okrand na een lezing in Leipzig

Marc Okrand (Los Angeles, 3 juli 1948) is een Amerikaans linguïst en is vooral bekend als de bedenker van de taal Klingon. Daarvoor heeft hij het Klingon woordenboek geschreven. Hij onderzocht eerst inheems-Amerikaanse talen en werd begin jaren 1980 gevraagd om mee te werken aan de eerste Star Trekfilms. Sindsdien heeft hij met de talen voor de Vulcans, de Klingons en de Romulans bijgedragen aan alle Star Trekproducties tot en met de film Star Trek uit 2009. Hij heeft ook meegewerkt aan Star Trek Into Darkness uit 2013, maar staat niet in de credits vermeld.
Op 10 september 2010 bezocht hij de première van de Klingonopera ’u’ in Den Haag.